# Mario Barros van Buren
Mario Barros van Buren (Santiago, 21 de octubre de 1928-ibídem, 21 de abril de 2004) fue un abogado, diplomático e historiador chileno.

## Familia
Fue hijo de Mario Barros Ortiz y María Luisa van Buren Asmussen, siendo nieto paterno del general de división Tobías Barros Merino, y sobrino de los militares y ministros Tobías y Diego Barros Ortiz. Se casó con Ana Gigoux Mac Crea y tuvo cuatro hijos.

## Carrera
Estudió en el colegio de los Sagrados Corazones de Santiago, para iniciar sus estudios de abogacía en la Universidad Católica de Chile de donde egresó en 1952 con una memoria sobre la teoría de la guerra justa. Comenzó ese mismo año a trabajar en el Ministerio de Relaciones Exteriores de Chile que lo envió el año siguiente a continuar sus estudios a la Universidad de Virginia.
En 1979 recibió el premio "Cultura Hispánica" de parte del estado español.
En 1984, durante la administración de Ronald Reagan, fue rechazado como embajador chileno en los Estados Unidos de América por haber sido editor de una revista antisemita.

## Obras
Es conocido también por sus numerosas obras sobre la historia de Chile. Entre ellas:
- El derecho a la guerra (Teoría de la guerra justa según los escolásticos), Editorial Fach, Santiago 1959.
- El Ministerio de Relaciones Exteriores, apuntes para una historia administrativa, Editorial Minre, Santiago, 1971.
- Raza y Espíritu, (Premio Cultura Hispánica 1979)
- Historia diplomática de Chile (1541-1938), Prólogo de Jaime Eyzaguirre, Barcelona, Ediciones Ariel, 1970
- La misión Eastman en el Ecuador, Editorial Casa de la Cultura Ecuatoriana, Quito, 1966
- Nuestras relaciones con Argentina, publicado en Revista de Marina #842 (Ene-Feb 1998).
- La actividad naval durante la Guerra Civil Española, publicado en Revista de Marina #830 (Ene-Feb 1996).
- El océano Pacífico. Una visión histórica, publicado en Revista de Marina #817 (Nov-Dic 1993).
- La actividad naval del Reino de Chile, publicado en Revista de Marina #816 (Sep-Oct 1993).
- Colón y la realidad europea, publicado en Revista de Marina #810 (Sep-Oct 1992).
- Guerra civil y operaciones navales. El caso de Mauricio Hervey en 1891, publicado en Revista de Marina #805 (Nov-Dic 1991).
- Presentación: Relaciones internacionales, publicado en Revista de Marina #802 (May-Jun 1991).
- La estela del Bounty, publicado en Revista de Marina #791 (Jul-Ago 1989).
- Limitación de armas, Publicado en Revista de Marina #784 (May-Jun 1988).
- La flota del Mar del Sur, publicado en Revista de Marina #766 (May-Jun 1985).
- El pensamiento internacional de Portales, publicado en Revista de Marina #757 (Nov-Dic 1983).
- La Diplomacia Chilena en la II Guerra Mundial. Lom Ediciones, 1989